# Lachesilla pallida
Lachesilla pallida är en insektsart som först beskrevs av Chapman 1930.  Lachesilla pallida ingår i släktet Lachesilla och familjen kviststövsländor. Inga underarter finns listade i Catalogue of Life.